# El musical de tus sueños
El musical de tus sueños fue un reality show de musicales argentino, versión argentina del programa mexicano El show de los sueños y programa fusión de los formatos mexicanos Bailando por un sueño y Cantando por un sueño. En lugar del formato tradicional de parejas, cada celebridad bailó, cantó y actuó con un equipo de 5 bailarines y un coreógrafo profesional. Cada semana tenían que retratar una temática diferente (amor, fantasía, etc.). El formato de eliminación era el mismo que en la competición tradicional: cada semana se eliminaban las peores parejas, el jurado retuvo a algunas, y en la final las dos últimas restantes pasaban a votación pública.
El primer programa de la temporada se emitió el 24 de agosto de 2009 como la nueva sección musical del programa Showmatch, una vez finalizada la versión para niños de la polémica sección de baile, Bailando por un sueño Kids, transmitido por El Trece y conducido por Marcelo Tinelli. 22 equipos compitieron durante un período de 18 semanas.
El certamen finalizó el 17 de diciembre de 2009, donde la bailarina y modelo Silvina Escudero se consagraría campeona con el 56.43% de los votos del público frente al recordado cantautor y mediático Ricardo Fort, quién cosechó el 43.57% de los votos.

## Formato

### Evaluación del jurado
El jurado da su puntaje luego de que cada equipo presenta su respectiva interpretación del 1 al 10. Los equipos que no alcancen el puntaje mínimo para pasar de ronda quedarán sentenciadas y se batirán a un duelo, en el cual deben repetir la interpretación de la canción. El jurado deberá ir salvando a las parejas en función de sus presentaciones, hasta que sólo queden dos de ellas (o tres), que irán al voto telefónico.

### Voto telefónico
Las parejas que fueron sentenciadas y que luego no fueron salvadas por el jurado en el duelo, se enfrentan en un duelo telefónico, donde sólo el público tiene la decisión con sus mensajes de textos o llamados telefónicos.

## Participantes
| Famoso                                                              | Equipo                                                                                | Estado                                    | Temática                                                             | Sent. | Tiempo   |
| ------------------------------------------------------------------- | ------------------------------------------------------------------------------------- | ----------------------------------------- | -------------------------------------------------------------------- | ----- | -------- |
| Silvina Escudero Bailarina y modelo                                 | Damián Duarte Facundo Mazzei Rodrigo Escobar Noelia Marzol Paola García               | Ganadora del Musical de tus Sueños        | Música caribeña Musical Pole Dance Reguetón                          | 9     | 113 días |
| Ricardo Fort (✟) Actor, cantante, conductor y productor teatral     | Juan Pablo Battaglia Matías Sayago Laura Montini Daniela Palacios Romina Giardina     | Finalista del Musical de tus Sueños       | Música caribeña Musical Pole Dance Reguetón                          | 2     | 29 días  |
| Rocío Guirao Díaz Modelo                                            | Martín Marin Adrián Scaramella Juan Carlos Acosta (✟) Carla Lanzi Gisela Soto         | Semifinalista del Musical de tus Sueños   | Éxitos Latinos Clásicos del Rock Argentino Éxitos argentinos Oro Pop | 6     | 111 días |
| María Eugenia Ritó Vedette, actriz y bailarina                      | Leandro Nimo Emanuel González Cristian Ponce María Laura Cattalini Carla Laplace      | Semifinalista del Musical de tus Sueños   | Éxitos Latinos Balada Éxitos argentinos Reyes del Pop                | 6     | 110 días |
| Adabel Guerrero Bailarina, actriz y vedette                         | Martín Gómez Sebastián Pavón Gastón Fernández Vanesa Encina Guetzel Gabriela Peralta  | 17.va Eliminada del Musical de tus Sueños | Movida tropical                                                      | 1     | 22 días  |
| Silvina Luna (✟) Actriz y modelo                                    | Sergio Massi Ariel Juárez Daniel Amador Mariela Rosso Lorena Navarrine                | 16.va Eliminada del Musical de tus Sueños | Noche de jaleo                                                       | 8     | 104 días |
| Laura Oliva Actriz y humorista                                      | Diego Gómez Augusto Fraga Hernán Doval Marien Caballero Galve Judith Kovalovsky       | 15.va Eliminada del Musical de tus Sueños | Reyes del reguetón                                                   | 5     | 99 días  |
| Matías Alé Actor, conductor y humorista                             | Leonardo Tito Bruno Aragón Loli Risso Florencia Viterbo Eliana Yanuzzi                | 14.vo Eliminado del Musical de tus Sueños | Éxitos argentinos                                                    | 1     | 9 días   |
| Matías Alé Actor, conductor y humorista                             | Leonardo Tito Bruno Aragón Loli Risso Florencia Viterbo Eliana Yanuzzi                | 9.no Eliminado del Musical de tus Sueños  | Hits latinos                                                         | 5     | 56 días  |
| Vanina Escudero Bailarina y actriz                                  | Damián Martínez Hernán Cuevas Maximiliano Nieto Soledad Camardella Silvina Tordente   | 13.va Eliminada del Musical de tus Sueños | Música callejera                                                     | 5     | 82 días  |
| Iliana Calabró Actriz, conductora, exvedette, comediante y cantante | Nicolás Scillama Pedro Frías Gabriel Usandivaras Yanil García Bárbara Reali           | 12.va Eliminada del Musical de tus Sueños | Fantasía                                                             | 8     | 77 días  |
| Nicole Neumann Modelo, empresaria y conductora                      | Martín Whitencamp Oscar Lajad Pier Fritzsche (✟) Julia Montiliengo María Merolla      | 11.va Eliminada del Musical de tus Sueños | Música caribeña                                                      | 5     | 70 días  |
| Tití Fernández Periodista deportivo                                 | Francisco Prietto Lucas Heredia Flavia Pereda Cristhel Coopman Lourdes Sánchez        | 10.mo Eliminado del Musical de tus Sueños | Reyes del pop                                                        | 6     | 63 días  |
| Eunice Castro Modelo, bailarina y actriz                            | Maximiliano D'Iorio Ariel Porchera Marcos Gorosito Romina Cechetini Analía Irrazabal  | 8.va Eliminada del Musical de tus Sueños  | Románticos latinos                                                   | 1     | 6 días   |
| María Vázquez Modelo y conductora                                   |                                                                                       | Abandona el Musical de tus Sueños         | Clásicos del rock nacional                                           | 0     | 50 días  |
| Rocío Marengo Modelo, cantante, vedette y mediática                 | Darío Segovia Pedro Velázquez Gustavo Pecheto Natalia Perea Romina Parodi             | 7.ma Eliminada del Musical de tus Sueños  | Clásicos del rock nacional                                           | 2     | 18 días  |
| Flavia Palmiero Actriz, cantante, conductora y animadora infantil   | Juan Cruz García Carlos Pérez Banegas Fernando Nougues Daniela Starto Valeria Celurso | 6.ta Eliminada del Musical de tus Sueños  | Oro del pop                                                          | 3     | 41 días  |
| Nazarena Vélez Vedette y actriz                                     |                                                                                       | Abandona el Musical de tus Sueños         | Amor imposible                                                       | 3     | 32 días  |
| Wanda Nara Mediática, conductora, cantante, actriz y empresaria     | Martín Gómez Sebastián Pavón Gastón Fernández Vanesa Encina Guetzel Gabriela Peralta  | 5.ta Eliminada del Musical de tus Sueños  | Amor imposible                                                       | 3     | 32 días  |
| Miguel Ángel Cherutti Actor, imitador y humorista                   | Juan Pablo Battaglia Matías Sayago Laura Montini Daniela Palacios Romina Giardina     | 4.to Eliminado del Musical de tus Sueños  | Lujuria                                                              | 1     | 25 días  |
| Fabián Gianola Actor y conductor                                    | Maro Ricardini Matías Ramos Florencia Anca Johana Pomeraniec Connie Canova            | 3.er Eliminado del Musical de tus Sueños  | Música latina                                                        | 1     | 18 días  |
| Daniela Cardone Exmodelo y actriz                                   | Abel Faccini Leandro Bassano Matías Cejas Pamela Garegnani Vanessa D'Ambrosio         | 2.da Eliminada del Musical de tus Sueños  | Música de películas                                                  | 1     | 11 días  |
| Dallys Ferreira Modelo                                              | Julián Andrés Carbajal Andrés Espinel Adrián Juan Belén Alonso Virginia Dobrich       | 1.ra Eliminada del Musical de tus Sueños  | Amor                                                                 | 1     | 4 días   |

## Jurado
| Graciela Alfano Exvedete, actriz, presentadora de televisión y modelo |
| Aníbal Pachano Director teatral, bailarín, coreógrafo y arquitecto    |
| Reina Reech Bailarina, actriz, coreógrafa, exvedete y conductora      |
| Valeria Lynch Cantante y actriz                                       |

## Tabla estadística
| Participantes                | 01 | 02           | 03           | 04           | 05           | 06           | 07           | 08           | 09           | 10           | 11            | 12            | 13            | 14            | 15            | 16            | 17            | SF            | F             | Resultado     |
| ---------------------------- | -- | ------------ | ------------ | ------------ | ------------ | ------------ | ------------ | ------------ | ------------ | ------------ | ------------- | ------------- | ------------- | ------------- | ------------- | ------------- | ------------- | ------------- | ------------- | ------------- |
| Silvina E.                   | 32 | 30           | 34           | 29           | 21           | 36           | 25           | 33           | 32           | 29           | 33            | 36            | 34            | 34            | 31            | B             | B             | 6             | 6             | Campeona      |
| Ricardo                      |    |              |              |              |              |              |              |              |              |              |               |               |               | 34            | 34            | B             | B             | 5             | 2             | Finalista     |
| Rocío G.                     | 29 | 30           | 29           | 37           | 28           | 36           | 35           | 28           | 29           | 32           | 33            | 37            | 36            | 31            | 34            | B             | B             | 2             | Semifinalista | Semifinalista |
| M. Eugenia                   | 34 | 36           | 33           | 30           | 24           | 28           | 30           | 36           | 29           | 35           | 36            | 33            | 32            | 34            | 37            | B             | B             | 3             | Semifinalista | Semifinalista |
| Adabel                       |    |              |              |              |              |              |              |              |              |              |               |               |               | 38            | 37            | B             | B             | 17° Eliminada | 17° Eliminada | 17° Eliminada |
| Silvina L.                   | 27 | 30           | 34           | 29           | 29           | 28           | 30           | 34           | A            | 32           | 33            | 31            | 34            | 35            | 34            | B             | 16° Eliminada | 16° Eliminada | 16° Eliminada | 16° Eliminada |
| Laura                        | 37 | 34           | 32           | 36           | 29           | 35           | 29           | 28           | 30           | 37           | 29            | 33            | 36            | 38            | 34            | 15° Eliminada | 15° Eliminada | 15° Eliminada | 15° Eliminada | 15° Eliminada |
| Matías                       | 31 | 30           | 32           | 25           | 18           | 30           | 25           | 19           | 17           | 9° Eliminado | 9° Eliminado  | 9° Eliminado  | 9° Eliminado  | 26            | 14° Eliminado | 14° Eliminado | 14° Eliminado | 14° Eliminado | 14° Eliminado | 14° Eliminado |
| Vanina                       | 37 | 38           | 32           | 35           | 26           | 35           | 25           | 23           | 36           | 37           | 33            | 36            | 32            | 13° Eliminada | 13° Eliminada | 13° Eliminada | 13° Eliminada | 13° Eliminada | 13° Eliminada | 13° Eliminada |
| Iliana                       | 29 | 25           | 30           | 33           | 21           | 28           | 29           | 23           | 27           | 29           | 37            | 31            | 12° Eliminada | 12° Eliminada | 12° Eliminada | 12° Eliminada | 12° Eliminada | 12° Eliminada | 12° Eliminada | 12° Eliminada |
| Nicole                       | 29 | 32           | 32           | 31           | 20           | 33           | 17           | 35           | 29           | 31           | 30            | 11° Eliminada | 11° Eliminada | 11° Eliminada | 11° Eliminada | 11° Eliminada | 11° Eliminada | 11° Eliminada | 11° Eliminada | 11° Eliminada |
| Tití                         | 29 | 28           | 28           | 32           | 37           | 26           | 25           | 33           | 29           | A            | 10° Eliminado | 10° Eliminado | 10° Eliminado | 10° Eliminado | 10° Eliminado | 10° Eliminado | 10° Eliminado | 10° Eliminado | 10° Eliminado | 10° Eliminado |
| Eunice                       |    |              |              |              |              |              |              | 21           | 8° Eliminada | 8° Eliminada | 8° Eliminada  | 8° Eliminada  | 8° Eliminada  | 8° Eliminada  | 8° Eliminada  | 8° Eliminada  | 8° Eliminada  | 8° Eliminada  | 8° Eliminada  | 8° Eliminada  |
| María                        | 32 | 36           | 35           | 37           | 33           | 37           | 30           | Abandona     | Abandona     | Abandona     | Abandona      | Abandona      | Abandona      | Abandona      | Abandona      | Abandona      | Abandona      | Abandona      | Abandona      | Abandona      |
| Rocío M.                     |    |              |              |              |              | 25           | 17           | 7° Eliminada | 7° Eliminada | 7° Eliminada | 7° Eliminada  | 7° Eliminada  | 7° Eliminada  | 7° Eliminada  | 7° Eliminada  | 7° Eliminada  | 7° Eliminada  | 7° Eliminada  | 7° Eliminada  | 7° Eliminada  |
| Flavia                       | 24 | 30           | 24           | 33           | 29           | 25           | 6° Eliminada | 6° Eliminada | 6° Eliminada | 6° Eliminada | 6° Eliminada  | 6° Eliminada  | 6° Eliminada  | 6° Eliminada  | 6° Eliminada  | 6° Eliminada  | 6° Eliminada  | 6° Eliminada  | 6° Eliminada  | 6° Eliminada  |
| Nazarena                     | 22 | 29           | 29           | 29           | 21           | Abandona     | Abandona     | Abandona     | Abandona     | Abandona     | Abandona      | Abandona      | Abandona      | Abandona      | Abandona      | Abandona      | Abandona      | Abandona      | Abandona      | Abandona      |
| Wanda                        | 29 | 25           | 26           | 31           | 18           | 5° Eliminada | 5° Eliminada | 5° Eliminada | 5° Eliminada | 5° Eliminada | 5° Eliminada  | 5° Eliminada  | 5° Eliminada  | 5° Eliminada  | 5° Eliminada  | 5° Eliminada  | 5° Eliminada  | 5° Eliminada  | 5° Eliminada  | 5° Eliminada  |
| Miguel                       | 31 | 37           | 30           | 27           | 4° Eliminado | 4° Eliminado | 4° Eliminado | 4° Eliminado | 4° Eliminado | 4° Eliminado | 4° Eliminado  | 4° Eliminado  | 4° Eliminado  | 4° Eliminado  | 4° Eliminado  | 4° Eliminado  | 4° Eliminado  | 4° Eliminado  | 4° Eliminado  | 4° Eliminado  |
| Fabián                       | 28 | 33           | 28           | 3° Eliminado | 3° Eliminado | 3° Eliminado | 3° Eliminado | 3° Eliminado | 3° Eliminado | 3° Eliminado | 3° Eliminado  | 3° Eliminado  | 3° Eliminado  | 3° Eliminado  | 3° Eliminado  | 3° Eliminado  | 3° Eliminado  | 3° Eliminado  | 3° Eliminado  | 3° Eliminado  |
| Daniela                      | 27 | 26           | 2° Eliminada | 2° Eliminada | 2° Eliminada | 2° Eliminada | 2° Eliminada | 2° Eliminada | 2° Eliminada | 2° Eliminada | 2° Eliminada  | 2° Eliminada  | 2° Eliminada  | 2° Eliminada  | 2° Eliminada  | 2° Eliminada  | 2° Eliminada  | 2° Eliminada  | 2° Eliminada  | 2° Eliminada  |
| Dallys                       | 24 | 1° Eliminada | 1° Eliminada | 1° Eliminada | 1° Eliminada | 1° Eliminada | 1° Eliminada | 1° Eliminada | 1° Eliminada | 1° Eliminada | 1° Eliminada  | 1° Eliminada  | 1° Eliminada  | 1° Eliminada  | 1° Eliminada  | 1° Eliminada  | 1° Eliminada  | 1° Eliminada  | 1° Eliminada  | 1° Eliminada  |
| Puntaje mínimo para salvarse | 27 | 29           | 29           | 30           | 23           | 30           | 30           | 25           | 30           | 33           | 34            | 37            | 37            | 37            | 38            | -             | -             | -             | -             | -             |

Notas

- En Cursiva, los puntajes parciales sin el voto secreto.
- A: Sentenciados y/o enviados al voto telefónico por no terminar su coreografía o no realizarla.
- B: Todas las parejas son enviadas a duelo para definir los semifinalistas.
- Puntaje más alto.
- Sentenciado, sin embargo, aún no se realiza el duelo.
- Sentenciado y salvado por el jurado.
- Sentenciado y salvado en el voto telefónico.
- Sentenciado y eliminado.
- Abandona el certamen.

## Seguimiento

### 1.º Ronda:Amor
| Lunes 24/08  | Nicole Neumann        | «Tragedy», Bee Gees / «Can't Take My Eyes Off You», Gloria Gaynor              | 8  | 5 | 8  | 8  | 29 |
| Lunes 24/08  | Rocío Guirao Díaz     | «Fallin», Alicia Keys / «You Had Me», Joss Stone                               | 7  | 6 | 8  | 8  | 29 |
| Lunes 24/08  | Fabián Gianola        | «Bad Moon Rising», Creedence Clearwater Revival / «Walk of Life», Dire Straits | 8  | 4 | 8  | 8  | 28 |
| Lunes 24/08  | María Vázquez         | «Corazón Espinado», Santana feat. Maná / «Let's Get Loud», Jennifer López      | 9  | 6 | 9  | 8  | 32 |
| Lunes 24/08  | Laura Oliva           | «Con los años que me quedan» / «Ayer», Gloria Estefan                          | 10 | 7 | 10 | 10 | 37 |
| Martes 25/08 | María Eugenia Ritó    | «Burbujas de amor» / «A Pedir Su Mano», Juan Luis Guerra                       | 9  | 7 | 9  | 9  | 34 |
| Martes 25/08 | Tití Fernández        | «La Vie en rose», Édith Piaf / «Cheeck to Cheeck», Frank Sinatra               | 8  | 4 | 8  | 8  | 28 |
| Martes 25/08 | Silvina Luna          | «Gracias a Dios», Thalia / «Oye el Boom», David Bisbal                         | 8  | 3 | 8  | 8  | 27 |
| Martes 25/08 | Flavia Palmiero       | «Strong Enough», Cher                                                          | 7  | 3 | 7  | 7  | 24 |
| Martes 25/08 | Dallys Ferreira       | «Fighter», Christina Aguilera                                                  | 7  | 4 | 7  | 6  | 24 |
| Martes 25/08 | Nazarena Vélez        | «4 minutes», Madonna feat. Justin Timberlake / «Express Yourself», Madonna     | 7  | 3 | 6  | 6  | 22 |
| Martes 25/08 | Silvina Escudero      | «Bamboleo», Gipsy Kings / «Bulería», David Bisbal                              | 8  | 6 | 9  | 9  | 32 |
| Jueves 26/08 | Wanda Nara            | «Gimme! Gimme! Gimme!(A Man After Midnight)» / «The Winner Takes It All», ABBA | 9  | 5 | 7  | 8  | 29 |
| Jueves 26/08 | Matías Alé            | «...Baby One More Time», Britney Spears / «Pop», N'Sync                        | 7  | 6 | 9  | 9  | 31 |
| Jueves 26/08 | Iliana Calabró        | «Kokomo» / «California Girls», The Beach Boys                                  | 8  | 5 | 8  | 8  | 29 |
| Jueves 26/08 | Daniela Cardone       | «Last Dance», Donna Summer / «September», Earth, Wind & Fire                   | 8  | 3 | 8  | 8  | 27 |
| Jueves 26/08 | Vanina Escudero       | «The Lady in Red», Chris de Burgh                                              | 10 | 7 | 10 | 10 | 37 |
| Jueves 26/08 | Miguel Ángel Cherutti | «Crazy Little Thing Called Love», Queen                                        | 9  | 6 | 8  | 8  | 31 |

- Mejor puntaje: Laura Oliva (37) y Vanina Escudero (37)
- Sentenciadas: Nazarena Vélez (22), Dallys Ferreira (24) y Flavia Palmiero (24)
- Salvada por el jurado: Flavia Palmiero
- Salvada por el público:  Nazarena Vélez (57.9%)
- Eliminada:  Dallys Ferreira (42.1%)[1]

### 2.º Ronda:Películas
| Lunes 31/08  | María Eugenia Ritó    | Fiebre de sábado por la noche    | «Stayin' Alive» / «You Should Be Dancing» / «Night Fever», Bee Gees / «Disco Inferno», The Trammps | 9  | 7 | 10 | 10 | 36 |
| Lunes 31/08  | Tití Fernández        | Los Picapiedra                   | «(Meet) The Flintstones», The B-52's                                                               | 9  | 5 | 7  | 7  | 28 |
| Lunes 31/08  | Rocío Guirao Díaz     | Fama                             | «Fame», Irene Cara                                                                                 | 8  | 6 | 8  | 8  | 30 |
| Lunes 31/08  | Laura Oliva           | Hombres de negro II              | «Black Suits Comin' (Nod Ya Head)», Will Smith                                                     | 9  | 6 | 9  | 10 | 34 |
| Lunes 31/08  | Silvina Luna          | Grease                           | «Summer Nights» / «You're the One That I Want», John Travolta feat. Olivia Newton-John             | 9  | 5 | 8  | 8  | 30 |
| Martes 01/09 | Wanda Nara            | High School Musical              | «We're All in This Together», High School Musical                                                  | 7  | 4 | 7  | 7  | 25 |
| Martes 01/09 | Silvina Escudero      | Titanic                          | «My Heart Will Go On», Celine Dion                                                                 | 8  | 6 | 8  | 8  | 30 |
| Martes 01/09 | Flavia Palmiero       | Ghost: la sombra del amor        | «Unchained Melody», The Righteous Brothers                                                         | 8  | 6 | 8  | 8  | 30 |
| Martes 01/09 | Iliana Calabró        | Footloose: todos a bailar        | «Footloose», Kenny Loggins                                                                         | 7  | 4 | 7  | 7  | 25 |
| Martes 01/09 | Daniela Cardone       | Mannequin                        | «Nothing's Gonna Stop Us Now», Starship                                                            | 7  | 4 | 7  | 8  | 26 |
| Martes 01/09 | Miguel Ángel Cherutti | La Máscara                       | «Cuban Pete», Jim Carrey                                                                           | 10 | 7 | 10 | 10 | 37 |
| Jueves 03/09 | Nicole Neumann        | Moulin Rouge                     | «Lady Marmalade», Christina Aguilera feat. Lil' Kim, Mýa y Pink                                    | 8  | 6 | 9  | 9  | 32 |
| Jueves 03/09 | María Vázquez         | Los ángeles de Charlie           | «I Love Rock and Roll», Britney Spears                                                             | 10 | 7 | 9  | 10 | 36 |
| Jueves 03/09 | Matías Alé            | El mañana nunca muere            | «James Bond Theme», Moby                                                                           | 8  | 6 | 8  | 8  | 30 |
| Jueves 03/09 | Vanina Escudero       | Flashdance                       | «Maniac», Michael Sembello / «What a Feeling (Flashdance)», Irene Cara                             | 10 | 8 | 10 | 10 | 38 |
| Jueves 03/09 | Fabián Gianola        | Austin Powers: El espía seductor | «Beautiful Stranger», Madonna / «Soul Bossa Nova», Quincy Jones                                    | 9  | 6 | 9  | 9  | 33 |
| Jueves 03/09 | Nazarena Vélez        | Baile caliente                   | «(I've Had) The Time of My Lif», Bill Medley feat. Jennifer Warnes                                 | 8  | 5 | 8  | 8  | 29 |

1. ↑  Reemplazada por Rocío Marengo en el duelo.

- Mejor puntaje: Vanina Escudero (38)
- Sentenciadas: Iliana Calabró (25), Daniela Cardone (26), Wanda Nara (26) y Tití Fernández (28)
- Salvada por el jurado: Iliana Calabró y Tití Fernández
- Salvada por el público:  Wanda Nara (50.92%)
- Eliminada:  Daniela Cardone (49.08%)[2]

### 3.º Ronda:Pop latino
| Lunes 07/09  | Rocío Guirao Díaz     | «Caprichosa», Chayanne                     | 7  | 6 | 8 | 8 | 29 |
| Lunes 07/09  | Flavia Palmiero       | «Falsas esperanzas», Christina Aguilera    | 6  | 5 | 7 | 6 | 24 |
| Martes 08/09 | María Eugenia Ritó    | «Te aviso, te anuncio (tango)», Shakira    | 9  | 6 | 9 | 9 | 33 |
| Martes 08/09 | Wanda Nara            | «Ave María», David Bisbal                  | 7  | 5 | 7 | 7 | 26 |
| Martes 08/09 | Silvina Escudero      | «La tortura», Shakira feat. Alejandro Sanz | 9  | 7 | 9 | 9 | 34 |
| Martes 08/09 | Tití Fernández        | «Amor a la Mexicana», Thalía               | 8  | 5 | 7 | 8 | 28 |
| Martes 08/09 | Laura Oliva           | «María», Ricky Martin                      | 8  | 6 | 9 | 9 | 32 |
| Martes 08/09 | Silvina Luna          | «Mujer latina», Thalía                     | 9  | 7 | 9 | 9 | 34 |
| Martes 08/09 | Fabián Gianola        | «Pégate», Ricky Martin                     | 7  | 5 | 8 | 8 | 28 |
| Martes 08/09 | Nazarena Vélez        | «¿A quién le importa?», Thalía             | 7  | 6 | 8 | 8 | 29 |
| Jueves 10/09 | Nicole Neumann        | «She Bangs», Ricky Martin                  | 8  | 6 | 9 | 9 | 32 |
| Jueves 10/09 | Matías Alé            | «Boom Boom», Chayanne                      | 8  | 6 | 9 | 9 | 32 |
| Jueves 10/09 | María Vázquez         | «Lloraré las Penas», David Bisbal          | 10 | 7 | 9 | 9 | 35 |
| Jueves 10/09 | Iliana Calabró        | «Arrasando», Thalía                        | 8  | 6 | 8 | 8 | 30 |
| Jueves 10/09 | Vanina Escudero       | «Salomé», Chayanne                         | 8  | 6 | 9 | 9 | 32 |
| Jueves 10/09 | Miguel Ángel Cherutti | «Torero», Chayanne                         | 9  | 5 | 8 | 8 | 30 |

- Mejor puntaje: María Vázquez (35)
- Sentenciados: Flavia Palmiero (24), Wanda Nara (26), Fabián Gianola (28) y Tití Fernández (28)
- Salvadas por el jurado: Wanda Nara y Flavia Palmiero
- Salvado por el público:  Tití Fernández (57.3%)
- Eliminado:  Fabián Gianola (42.7%)[3]

### 4.º Ronda:Lujuria
| Lunes 14/09  | María Eugenia Ritó    | «Enjoy the Silence», Depeche Mode               | 8  | 6 | 8  | 8  | 30 |
| Lunes 14/09  | Silvina Luna          | «Crazy», Aerosmith                              | 8  | 5 | 8  | 8  | 29 |
| Lunes 14/09  | Vanina Escudero       | «Beds Are Burning», Midnight Oil                | 8  | 7 | 10 | 10 | 35 |
| Martes 15/09 | Wanda Nara            | «(I Can't Get No) Satisfaction», Britney Spears | 9  | 5 | 9  | 8  | 31 |
| Martes 15/09 | Rocío Guirao Díaz     | «Black Velvet», Alannah Myles                   | 10 | 7 | 10 | 10 | 37 |
| Martes 15/09 | Silvina Escudero      | «American Woman», Lenny Kravitz                 | 8  | 5 | 8  | 8  | 29 |
| Martes 15/09 | Laura Oliva           | «Pink», Aerosmith                               | 9  | 7 | 10 | 10 | 36 |
| Martes 15/09 | Miguel Ángel Cherutti | «Relax», Frankie Goes to Hollywood              | 8  | 4 | 8  | 7  | 27 |
| Martes 15/09 | Nazarena Vélez        | «It's My Life», Bon Jovi                        | 8  | 5 | 8  | 8  | 29 |
| Jueves 17/09 | Matías Alé            | «Highway to Hell», AC/DC                        | 7  | 4 | 7  | 7  | 25 |
| Jueves 17/09 | Nicole Neumann        | «Purple Rain», Prince                           | 8  | 6 | 8  | 9  | 31 |
| Jueves 17/09 | Victoria Onetto       | «You Give Love a Bad Name», Bon Jovi            | 9  | 6 | 9  | 9  | 33 |
| Jueves 17/09 | María Vázquez         | «Rag Doll», Aerosmith                           | 9  | 8 | 10 | 10 | 37 |
| Jueves 17/09 | Tití Fernández        | «Back in Black», AC/DC                          | 9  | 6 | 8  | 9  | 32 |
| Jueves 17/09 | Iliana Calabró        | «Unskinny Bop», Poison                          | 9  | 6 | 9  | 9  | 33 |

1. ↑  En reemplazo de Flavia Palmiero.

- Mejor puntaje: María Vázquez (37) y Rocío Guirao Díaz (37)
- Sentenciados: Matías Alé (25), Miguel Ángel Cherutti (27), Nazarena Vélez (29), Silvina Escudero (29) y Silvina Luna (29)
- Salvados por el jurado: Silvina Escudero, Silvina Luna y Matías Alé
- Salvada por el público: Nazarena Vélez (59.3%)
- Eliminado:  Miguel Ángel Cherutti (40.7%)[4]

### 5.º Ronda:Amor Imposible
- Nazarena Vélez abandona la competencia por su embarazo y en su lugar ingresa Rocío Marengo.

| Lunes 21/09  | Wanda Nara         | «No me ames», Jennifer López & Marc Anthony              | 6  | 3 | 5  | 4  | 18 |
| Lunes 21/09  | Vanina Escudero    | «Estoy aquí», Shakira                                    | 8  | 4 | 8  | 6  | 26 |
| Martes 22/09 | María Eugenia Ritó | «Te amo», Makano                                         | 7  | 4 | 7  | 6  | 24 |
| Martes 22/09 | Rocío Guirao Díaz  | «Corazón rebelde», Gilda                                 | 8  | 5 | 8  | 7  | 28 |
| Martes 22/09 | Iliana Calabró     | «La fuerza del engaño», Marcela Morelo                   | 8  | 4 | 5  | 4  | 21 |
| Martes 22/09 | Laura Oliva        | «A puro dolor», Son by Four                              | 9  | 5 | 8  | 7  | 29 |
| Martes 22/09 | Silvina Escudero   | «Fuiste», Gilda                                          | 7  | 4 | 5  | 5  | 21 |
| Martes 22/09 | Silvina Luna       | «Llamado de emergencia», Daddy Yankee                    | 9  | 5 | 8  | 7  | 29 |
| Jueves 24/09 | Nicole Neumann     | «Tu recuerdo», Ricky Martin feat. La Mari & Tommy Torres | 6  | 4 | 6  | 4  | 20 |
| Jueves 24/09 | Flavia Palmiero    | «Amor de mis amores», Los Bandoleiros                    | 8  | 5 | 9  | 7  | 29 |
| Jueves 24/09 | Matías Alé         | «Cómo le digo», Rodrigo                                  | 6  | 3 | 5  | 4  | 18 |
| Jueves 24/09 | María Vázquez      | «Nada es para siempre», Fabiana Cantilo                  | 10 | 6 | 9  | 8  | 33 |
| Jueves 24/09 | Tití Fernández     | «Algo contigo», Vicentico                                | 10 | 7 | 10 | 10 | 37 |
| Jueves 24/09 | Nazarena Vélez     | «03 03 456», Raffaella Carrà                             | 7  | 4 | 6  | 4  | 21 |

- Mejor puntaje: Tití Fernández (37)
- Sentenciados: Matías Alé (18), Wanda Nara (18), Nicole Neumann (20), Iliana Calabró (21), Nazarena Vélez (21) y Silvina Escudero (21)
- Salvadas por el jurado: Iliana Calabró, Silvina Escudero, Nazarena Vélez y Nicole Neumann
- Salvado por el público:  Matías Alé (67.2%)
- Eliminada:  Wanda Nara (32.8%)[5]
- Abandono: Nazarena Vélez

### 6.º Ronda:Oro del Pop
| Lunes 28/09  | Flavia Palmiero    | «Suerte», Shakira                             | 7  | 4 | 7  | 7  | 25 |
| Martes 29/09 | María Eugenia Ritó | «Sorry», Madonna                              | 8  | 5 | 8  | 7  | 28 |
| Martes 29/09 | Silvina Escudero   | «Can't Get You Out of My Head», Kylie Minogue | 9  | 7 | 10 | 10 | 36 |
| Martes 29/09 | Iliana Calabró     | «Vogue», Madonna                              | 8  | 5 | 7  | 8  | 28 |
| Martes 29/09 | Rocío Guirao Díaz  | «Dirrty», Christina Aguilera                  | 10 | 6 | 10 | 10 | 36 |
| Martes 29/09 | Laura Oliva        | «Womanizer», Britney Spears                   | 10 | 6 | 9  | 10 | 35 |
| Martes 29/09 | Tití Fernández     | «Sex Bomb», Tom Jones                         | 8  | 4 | 7  | 7  | 26 |
| Jueves 01/10 | Nicole Neumann     | «Ain't No Other Man», Christina Aguilera      | 9  | 6 | 9  | 9  | 36 |
| Jueves 01/10 | María Vázquez      | «Don't Stop the Music», Rihanna               | 10 | 7 | 10 | 10 | 37 |
| Jueves 01/10 | Matías Alé         | «Love Today», Mika                            | 8  | 5 | 8  | 9  | 30 |
| Jueves 01/10 | Vanina Escudero    | «It's Raining Men», Geri Halliwell            | 10 | 6 | 9  | 10 | 35 |
| Jueves 01/10 | Silvina Luna       | «Mamma Mia», A*Teens                          | 8  | 5 | 8  | 7  | 28 |
| Jueves 01/10 | Rocío Marengo      | «Toxic», Britney Spears                       | 7  | 4 | 7  | 7  | 25 |

- Mejor puntaje: María Vázquez (37)
- Sentenciados: Flavia Palmiero (25), Rocío Marengo (25), Tití Fernández (26), Iliana Calabró (28), María Eugenia Ritó (28) y Silvina Luna (28)
- Salvadas por el jurado: María Eugenia Ritó, Silvina Luna, Rocío Marengo e Iliana Calabró
- Salvado por el público:  Tití Fernández (66.3%)
- Eliminada:  Flavia Palmiero (33.7%)[6]

### 7.º Ronda:Clásicos del Rock Argentino
- María Vázquez abandona la competencia por motivos médicos y en su lugar ingresa Eunice Castro.

| Lunes 05/10  | Laura Oliva        | «De música ligera», Soda Stereo                    | 7  | 5 | 8 | 8  | 29 |
| Martes 06/10 | María Eugenia Ritó | «Sin documentos», Los Rodríguez                    | 9  | 5 | 8 | 8  | 30 |
| Martes 06/10 | Rocío Guirao Díaz  | «Mary Poppins y el deshollinador», Fabiana Cantilo | 10 | 6 | 9 | 10 | 35 |
| Martes 06/10 | Silvina Escudero   | «Costumbres argentinas», Los abuelos de la nada    | 7  | 4 | 7 | 7  | 25 |
| Martes 06/10 | Iliana Calabró     | «Loco un loco», Turf                               | 8  | 5 | 8 | 8  | 29 |
| Martes 06/10 | Vanina Escudero    | «Mariposa tecknicolor», Fito Páez                  | 8  | 4 | 7 | 6  | 25 |
| Martes 06/10 | Tití Fernández     | «Sueños», Diego Torres                             | 7  | 4 | 7 | 7  | 25 |
| Jueves 08/10 | Nicole Neumann     | «Dulce condena», Andrés Calamaro                   | 5  | 2 | 5 | 5  | 17 |
| Jueves 08/10 | María Vázquez      | «A rodar mi vida», Fito Páez                       | 9  | 5 | 8 | 8  | 30 |
| Jueves 08/10 | Rocío Marengo      | «Don», Miranda!                                    | 6  | 2 | 5 | 4  | 17 |
| Jueves 08/10 | Matías Alé         | «El matador», Los Fabulosos Cadillacs              | 7  | 4 | 8 | 6  | 25 |
| Jueves 08/10 | Silvina Luna       | «Persiana americana», Soda Stereo                  | 9  | 5 | 8 | 8  | 30 |

- Mejor puntaje: Rocío Guirao Díaz (35)
- Sentenciados: Nicole Neumann (17), Rocío Marengo (17), Matías Alé (25), Silvina Escudero (25), Tití Fernández (25), Vanina Escudero (25), Iliana Calabró (29) y Laura Oliva (29)
- Salvados por el jurado: Laura Oliva, Silvina Escudero, Iliana Calabró, Vanina Escudero, Tití Fernández y Matías Alé
- Salvada por el público:  Nicole Neumann (66.1%)
- Eliminada:  Rocío Marengo (33.9%)[7]
- Abandono: María Vázquez

### 8.º Ronda:Balada
| Martes 13/10 | Rocío Guirao Díaz  | «Dejaría todo», Chayanne                      | 8  | 5 | 8  | 7 | 28 |
| Martes 13/10 | Matías Alé         | «Y, ¿si fuera ella?», Alejandro Sanz          | 7  | 3 | 5  | 4 | 19 |
| Martes 13/10 | Silvina Escudero   | «Dime que no», Ricardo Arjona                 | 9  | 6 | 9  | 9 | 33 |
| Martes 13/10 | Tití Fernández     | «Dígale», David Bisbal                        | 10 | 6 | 8  | 9 | 33 |
| Martes 13/10 | Laura Oliva        | «Vuelve», Ricky Martin                        | 9  | 4 | 8  | 7 | 28 |
| Jueves 15/10 | María Eugenia Ritó | «Por amarte así», Cristian Castro             | 10 | 7 | 10 | 9 | 36 |
| Jueves 15/10 | Nicole Neumann     | «Tal vez», Ricky Martin                       | 10 | 6 | 10 | 9 | 35 |
| Jueves 15/10 | Eunice Castro      | «Te extraño, te olvido, te amo», Ricky Martin | 8  | 4 | 5  | 4 | 21 |
| Jueves 15/10 | Iliana Calabró     | «Experiencia religiosa», Enrique Iglesias     | 8  | 4 | 6  | 5 | 23 |
| Jueves 15/10 | Silvina Luna       | «Te amo», Franco De Vita                      | 10 | 6 | 9  | 9 | 34 |
| Jueves 15/10 | Vanina Escudero    | «La incondicional», Luis Miguel               | 8  | 4 | 6  | 5 | 23 |

- Mejor puntaje: María Eugenia Ritó (36)
- Sentenciados: Matías Alé (19), Eunice Castro (21), Iliana Calabró (23) y Vanina Escudero (23)
- Salvadas por el jurado: Iliana Calabró y Vanina Escudero
- Salvado por el público:  Matías Alé (53.6%)
- Eliminada:  Eunice Castro (46.4%)[8]

### 9.º Ronda:Éxitos latinos
| Martes 20/10 | Rocío Guirao Díaz  | «Provócame», Chayanne                      | 9  | 5 | 8  | 7 | 29 |
| Martes 20/10 | Laura Oliva        | «Ojos así», Shakira                        | 9  | 5 | 7  | 9 | 30 |
| Martes 20/10 | Silvina Escudero   | «Ciega, sordomuda», Shakira                | 9  | 6 | 9  | 8 | 32 |
| Martes 20/10 | Vanina Escudero    | «Dime que me quieres», Ricky Martin        | 10 | 7 | 10 | 9 | 36 |
| Jueves 22/10 | Nicole Neumann     | «Baila baila», Chayanne                    | 8  | 5 | 8  | 8 | 29 |
| Jueves 22/10 | Tití Fernández     | «Ahora te puedes marchar», Luis Miguel     | 9  | 5 | 7  | 8 | 29 |
| Jueves 22/10 | María Eugenia Ritó | «Piel morena», Thalía                      | 8  | 5 | 8  | 8 | 29 |
| Jueves 22/10 | Iliana Calabró     | «Y yo sigo aquí», Paulina Rubio            | 8  | 4 | 8  | 7 | 27 |
| Jueves 22/10 | Silvina Luna       | «Me sube la bilirrubina», Juan Luis Guerra | —  | — | —  | — | —  |
| Jueves 22/10 | Matías Alé         | «Será que no me amas», Luis Miguel         | 7  | 2 | 4  | 4 | 17 |

- Mejor puntaje: Vanina Escudero (36)
- Sentenciados: Silvina Luna (—), Matías Alé (17), Iliana Calabró (27), María Eugenia Ritó (29), Nicole Neumann (29), Rocío Guirao Díaz (29) y Tití Fernández (29)
- Salvados por el jurado: Silvina Luna, Rocío Guirao Díaz, María Eugenia Ritó, Iliana Calabró y Tití Fernández
- Salvada por el público:  Nicole Neumann (53.9%)
- Eliminado:  Matías Alé (46.1%)[9]

### 10.º Ronda:Reyes del Pop
| Martes 27/10 | Laura Oliva        | «They Don't Care About Us», Michael Jackson | 10 | 7 | 10 | 10 | 37 |
| Martes 27/10 | Silvina Luna       | «Black or White», Michael Jackson           | 10 | 5 | 8  | 9  | 32 |
| Jueves 29/10 | Nicole Neumann     | «Hung Up», Madonna                          | 9  | 5 | 9  | 8  | 32 |
| Jueves 29/10 | María Eugenia Ritó | «Give it 2 Me», Madonna                     | 9  | 7 | 9  | 10 | 35 |
| Jueves 29/10 | Tití Fernández     | —                                           | —  | — | —  | —  | —  |
| Jueves 29/10 | Rocío Guirao Díaz  | «Like a Prayer», Madonna                    | 8  | 6 | 9  | 9  | 32 |
| Jueves 29/10 | Silvina Escudero   | «Thriller», Michael Jackson                 | 9  | 5 | 8  | 7  | 29 |
| Jueves 29/10 | Iliana Calabró     | «Billie Jean», Michael Jackson              | 9  | 5 | 7  | 8  | 29 |
| Jueves 29/10 | Vanina Escudero    | «Don't Tell Me», Madonna                    | 10 | 7 | 10 | 10 | 37 |

- Mejor puntaje: Laura Oliva (37) y Vanina Escudero (27)
- Sentenciados: Tití Fernández (—), Iliana Calabró (29), Silvina Escudero (29), Nicole Neumann (31), Rocío Guirao Díaz (32) y Silvina Luna (32)
- Salvados por el jurado: Rocío Guirao Díaz, Nicole Neumann, Silvina Escudero y Silvina Luna
- Salvada por el público:  Iliana Calabró (57.1%)
- Eliminado:  Tití Fernández (42.9%)[10]

### 11.º Ronda:Música Caribeña
| Martes 03/11 | María Eugenia Ritó | «Procura», Chichí Peralta                                 | 9  | 7 | 10 | 10 | 36 |
| Martes 03/11 | Vanina Escudero    | «Tres gotas de agua bendita», Celia Cruz & Gloria Estefan | 8  | 6 | 10 | 9  | 33 |
| Martes 03/11 | Laura Oliva        | «Suavemente», Elvis Crespo                                | 8  | 5 | 8  | 8  | 29 |
| Martes 03/11 | Iliana Calabró     | «Que le den Candela», Celia Cruz                          | 9  | 8 | 10 | 10 | 37 |
| Jueves 05/11 | Nicole Neumann     | «Llorando se fue», Kaoma                                  | 8  | 6 | 8  | 8  | 30 |
| Jueves 05/11 | Rocío Guirao Díaz  | «Dançando Lambada», Kaoma                                 | 9  | 7 | 9  | 9  | 33 |
| Jueves 05/11 | Silvina Escudero   | «Tu sonrisa», Elvis Crespo                                | 9  | 6 | 9  | 9  | 33 |
| Jueves 05/11 | Silvina Luna       | «Acuyuyé», DLG                                            | 10 | 6 | 8  | 9  | 33 |

- Mejor puntaje: Iliana Calabró (37)
- Sentenciadas: Laura Oliva (29), Nicole Neumann (30), Rocío Guirao Díaz (33), Silvina Escudero (33), Silvina Luna (33) y Vanina Escudero (33)
- Salvadas por el jurado: Vanina Escudero, Laura Oliva, Silvina Escudero y Rocío Guirao Díaz
- Salvada por el público:  Silvina Luna (67.8%)
- Eliminada:  Nicole Neumann (32.2%)[11]

### 12.º Ronda:Fantasía
| Martes 10/11 | Rocío Guirao Díaz  | «Crazy in Love», Beyoncé feat. Jay-Z        | 10 | 7 | 10 | 10 | 37 |
| Martes 10/11 | Iliana Calabró     | «On the Radio», Donna Summer                | 9  | 5 | 8  | 9  | 31 |
| Martes 10/11 | Laura Oliva        | «Cryin'», Aerosmith                         | 10 | 5 | 9  | 9  | 33 |
| Martes 10/11 | María Eugenia Ritó | «I Will Survive», Gloria Gaynor             | 9  | 6 | 9  | 9  | 33 |
| Jueves 12/11 | Silvina Luna       | «Eat the Rich», Aerosmith                   | 10 | 5 | 8  | 8  | 31 |
| Jueves 12/11 | Silvina Escudero   | «Hips Don't Lie», Shakira feat. Wyclef Jean | 10 | 6 | 10 | 10 | 36 |
| Jueves 12/11 | Vanina Escudero    | «Pump It», The Black Eyed Peas              | 10 | 6 | 10 | 10 | 36 |

- Mejor puntaje: Rocío Guirao Díaz (37)
- Sentenciadas: Iliana Calabró (31), Silvina Luna (31), Laura Oliva (33), María Eugenia Ritó (33), Silvina Escudero (36) y Vanina Escudero (36)
- Salvadas por el jurado: Vanina Escudero, Silvina Escudero, Laura Oliva y María Eugenia Ritó
- Salvada por el público:  Silvina Luna (62.1%)
- Eliminada:  Iliana Calabró (37.9%)[12]

### 13.º Ronda:Música callejera
| Martes 17/11 | Silvina Luna       | «Dança do Ventre», É o Tchan!                            | 10 | 6 | 9  | 9  | 34 |
| Martes 17/11 | Silvina Escudero   | «4 Minutes», Madonna feat. Justin Timberlake & Timbaland | 10 | 6 | 9  | 9  | 34 |
| Martes 17/11 | Vanina Escudero    | «La vecinita», Vico C                                    | 8  | 6 | 9  | 9  | 32 |
| Martes 17/11 | María Eugenia Ritó | «Dança do Vampiro», Asa de Águia                         | 9  | 5 | 9  | 9  | 32 |
| Martes 17/11 | Rocío Guirao Díaz  | «Rakata», Wisin & Yandel                                 | 9  | 7 | 10 | 10 | 36 |
| Martes 17/11 | Laura Oliva        | «Drop It on Me», Ricky Martin feat. Daddy Yankee         | 10 | 7 | 9  | 10 | 36 |

- Sentenciadas: María Eugenia Ritó (32), Vanina Escudero (32), Silvina Escudero (34), Silvina Luna (34), Laura Oliva (36) y Rocío Guirao Díaz (36)
- Salvadas por el jurado: Rocío Guirao Díaz, Laura Oliva, Silvina Escudero y Silvina Luna
- Salvada por el público:  María Eugenia Ritó (53.6%)
- Eliminada:  Vanina Escudero (46.4%)[13]

### Repechaje
- En el repechaje participaron todas las parejas titulares eliminadas (excepto Daniela Cardone, Tití Fernández, Iliana Calabró y Vanina Escudero). Algunos famosos tuvieron reemplazos, ya que no querían reingresar a la competencia, y ellas son: Wanda Nara, Miguel Ángel Cherutti, Flavia Palmiero, María Vázquez y Nicole Neumann.
- El repechaje del Doble caño consistían que 9 parejas eliminadas del certamen debían enfrentarse a un duelo donde 3 parejas podrán reingresar o ingresar (en el caso de las nuevas parejas) a la competencia, 5 de ellas serán elegidas por el jurado para someterse al voto telefónico, donde el público elegirá a los 3 famosos que ingresarán.

#### Doble caño
| Jueves 19/11 | Adabel Guerrero  | «Always on the Run», Lenny Kravitz   | Salvada   |
| Jueves 19/11 | Belén Francese   | «Love in an Elevator», Aerosmith     | Eliminada |
| Jueves 19/11 | Dallys Ferreira  | «New Sensation», INXS                | Eliminada |
| Jueves 19/11 | Fabián Gianola   | «Everybody Get Up», Five             | Eliminado |
| Jueves 19/11 | Anabel Cherubito | «Girls, Girls, Girls», Mötley Crüe   | Salvada   |
| Jueves 19/11 | Matías Alé       | «You Shook Me All Night Long», AC/DC | Salvado   |
| Jueves 19/11 | Nazarena Vélez   | «You Give Love a Bad Name», Bon Jovi | Eliminada |
| Jueves 19/11 | Pablo Ruiz       | «Cherry Pie», Warrat                 | Salvado   |
| Jueves 19/11 | Ricardo Fort     | «Back in Black», AC/DC               | Salvado   |

1. ↑  En reemplazo de Wanda Nara.
2. ↑  En reemplazo de Flavia Palmiero.
3. ↑  En reemplazo de Nicole Neumann.
4. ↑  En reemplazo de Miguel Ángel Cherutti.
5. ↑  En reemplazo de María Vázquez.

- Elegidos por el jurado: Adabel Guerrero, Anabel Cherubito, Ricardo Fort, Pablo Ruiz y Matías Alé
- Eliminados por el jurado: Belén Francese, Dallys Ferreira, Fabián Gianola y Nazarena Vélez

#### Voto telefónico
| Jueves 19/11 | Adabel Guerrero  | «Always on the Run», Lenny Kravitz   | Ingresa   |
| Jueves 19/11 | Anabel Cherubito | «Girls, Girls, Girls», Mötley Crüe   | Eliminada |
| Jueves 19/11 | Matías Alé       | «You Shook Me All Night Long», AC/DC | Ingresa   |
| Jueves 19/11 | Pablo Ruiz       | «Cherry Pie», Warrat                 | Eliminado |
| Jueves 19/11 | Ricardo Fort     | «Back in Black», AC/DC               | Ingresa   |

1. ↑  En reemplazo de Wanda Nara.
2. ↑  En reemplazo de Nicole Neumann.
3. ↑  En reemplazo de Miguel Ángel Cherutti.
4. ↑  En reemplazo de María Vázquez.

- Elegidos por el público:  Ricardo Fort (55.8%), Matías Alé (20.1%) y Adabel Guerrero (10.2%)[14]
- Eliminados: Pablo Ruiz (8.5%) y Anabel Cherubito (5.4%)

### 14.º Ronda:Éxitos argentinos
| Martes 24/11 | Ricardo Fort       | «Mentirosa», Ráfaga                     | 10 | 6 | 9  | 9  | 34 |
| Martes 24/11 | María Eugenia Ritó | «Soy cordobés», Rodrigo                 | 8  | 6 | 10 | 10 | 34 |
| Jueves 26/11 | Rocío Guirao Díaz  | «Beso a beso», La Mona Jiménez          | 8  | 6 | 8  | 9  | 31 |
| Jueves 26/11 | Silvina Escudero   | «No me arrepiento de este amor», Gilda  | 6  | 8 | 10 | 10 | 34 |
| Jueves 26/11 | Silvina Luna       | «Por lo que yo te quiero», Walter Olmos | 9  | 8 | 9  | 9  | 35 |
| Jueves 26/11 | Matías Alé         | «Y voló, voló», Rodrigo                 | 5  | 5 | 8  | 8  | 26 |
| Jueves 26/11 | Adabel Guerrero    | «Como olvidarla», Rodrigo               | 10 | 8 | 10 | 10 | 38 |
| Jueves 26/11 | Laura Oliva        | «El bum bum», La Mona Jiménez           | 10 | 8 | 10 | 10 | 38 |

- Mejor puntaje: Adabel Guerrero (38) y Laura Oliva (38)
- Sentenciados: Matías Alé (26), Rocío Guirao Díaz (31), María Eugenia Ritó (34), Ricardo Fort (34) y Silvina Escudero (34)
- Salvadas por el jurado: Silvina Escudero, Rocío Guirao Díaz y María Eugenia Ritó
- Salvado por el público:  Ricardo Fort (50.62%)
- Eliminado:  Matías Alé (49.38%)[15]

### 15.º Ronda:Reguetón
| Jueves 03/12 | Ricardo Fort       | «Ella me levantó», Daddy Yankee | 10 | 6 | 9  | 9  | 34 |
| Jueves 03/12 | María Eugenia Ritó | «Bata Bata», Latin Fresh        | 10 | 7 | 10 | 10 | 37 |
| Jueves 03/12 | Adabel Guerrero    | «Abusadora», Wisin & Yandel     | 9  | 8 | 10 | 10 | 37 |
| Jueves 03/12 | Laura Oliva        | «Pose», Daddy Yankee            | 9  | 7 | 9  | 9  | 34 |
| Jueves 03/12 | Silvina Luna       | «Rompe», Daddy Yankee           | 10 | 6 | 9  | 9  | 34 |
| Jueves 03/12 | Silvina Escudero   | «Baila morena», Héctor & Tito   | 8  | 5 | 9  | 9  | 31 |
| Jueves 03/12 | Rocío Guirao Díaz  | «Ahora es», Wisin & Yandel      | 8  | 6 | 10 | 10 | 34 |

1. ↑  Es reemplazada por Vanina Escudero en el duelo.

- Sentenciados: Silvina Escudero (31), Laura Oliva (34), Ricardo Fort (34), Rocío Guirao Díaz (34), Silvina Luna (34), Adabel Guerrero (37) y María Eugenia Ritó (37)
- Salvadas por el jurado: Adabel Guerrero, María Eugenia Ritó, Silvina Escudero, Rocío Guirao Díaz y Silvina Luna
- Salvado por el público:  Ricardo Fort (54.3%)
- Eliminada: Laura Oliva (45.7%)[16]

### 16.º Ronda:Duelo de Merengue
| Martes 08/12 | Rocío Guirao Díaz  | «Este fin de semana», Los Hermanos Rosario | Salvada   |
| Martes 08/12 | Silvina Luna       | «Tu sonrisa», Elvis Crespo                 | Eliminada |
| Martes 08/12 | Silvina Escudero   | «Esa chica tiene swing», Banda XXI         | Salvada   |
| Martes 08/12 | Adabel Guerrero    | «Suavemente», Elvis Crespo                 | Salvada   |
| Martes 08/12 | Ricardo Fort       | «La bilirrubina» Juan Luis Guerra          | Salvado   |
| Martes 08/12 | María Eugenia Ritó | «Quiéreme», Jean Carlos                    | Salvada   |

- Salvadas por el jurado: Rocío Guirao Díaz, Silvina Escudero, Adabel Guerrero y María Eugenia Ritó
- Salvado por el público:  Ricardo Fort (50.98%)
- Eliminada: Silvina Luna (49.02%)[17]

### 17.º Ronda:Duelo de Cumbia
| Jueves 10/12 | María Eugenia Ritó | «Porque te amo», Amar Azul      | Semifinalista |
| Jueves 10/12 | Adabel Guerrero    | «Paisaje», Gilda                | Eliminada     |
| Jueves 10/12 | Ricardo Fort       | «Pega la vuelta», Sombras       | Semifinalista |
| Jueves 10/12 | Silvina Escudero   | «Ritmo caliente», Ráfaga        | Semifinalista |
| Jueves 10/12 | Rocío Guirao Díaz  | «Cumbia apretadita», Lia Crucet | Semifinalista |

- Salvadas por el jurado: Silvina Escudero, Rocío Guirao Díaz y María Eugenia Ritó
- Salvado por el público:  Ricardo Fort (53.63%)
- Eliminada: Adabel Guerrero (46.37%)[18]

### 1.ª Semifinal:Reyes del Pop/Balada/Éxitos latinos/Éxitos argentinos
| Lunes 14/12 | María Eugenia Ritó | Reyes del Pop     | «Give it 2 Me», Madonna                       |  |  |  |  | 1 |
| Lunes 14/12 | Jorge Ibáñez       | Reyes del Pop     | «Beat It», Michael Jackson                    |  |  |  |  | 0 |
| Lunes 14/12 | María Eugenia Ritó | Balada            | «Por amarte así», Cristian Castro             |  |  |  |  | 0 |
| Lunes 14/12 | Ricardo Fort       | Balada            | «No llores por mí Argentina», Julie Covington |  |  |  |  | 1 |
| Lunes 14/12 | María Eugenia Ritó | Éxitos latinos    | «Piel morena», Thalía                         |  |  |  |  | 1 |
| Lunes 14/12 | Jorge Ibáñez       | Éxitos latinos    | «Lloraré las penas», David Bisbal             |  |  |  |  | 0 |
| Lunes 14/12 | María Eugenia Ritó | Éxitos argentinos | «Soy cordobés», Rodrigo                       |  |  |  |  | 1 |
| Lunes 14/12 | Ricardo Fort       | Éxitos argentinos | «Mentirosa», Ráfaga                           |  |  |  |  | 0 |

| Ricardo Fort       | 1 | 51.2% (4) | 5 |
| María Eugenia Ritó | 3 | 48.8% (0) | 3 |

1. 1 2  En reemplazo de Ricardo Fort.

: El punto es para esa pareja.

: El punto no es para esa pareja.

Resultado
- Finalista: Ricardo Fort[19]
- Semifinalista: María Eugenia Ritó

### 2.ª Semifinal:Éxitos latinos/Balada/Clásicos del Rock Argentino/Éxitos argentinos/Oro del Pop
| Martes 15/12 | Silvina Escudero  | Éxitos latinos              | «La tortura», Shakira feat. Alejandro Sanz         |  |  |  |  | 1 |
| Martes 15/12 | Rocío Guirao Díaz | Éxitos latinos              | «Provócame», Chayanne                              |  |  |  |  | 0 |
| Martes 15/12 | Silvina Escudero  | Balada                      | «Dime que no», Ricardo Arjona                      |  |  |  |  | 0 |
| Martes 15/12 | Rocío Guirao Díaz | Clásicos del Rock Argentino | «Mary Poppins y el deshollinador», Fabiana Cantilo |  |  |  |  | 1 |
| Martes 15/12 | Silvina Escudero  | Éxitos argentinos           | «No me arrepiento de este amor», Gilda             |  |  |  |  | 1 |
| Martes 15/12 | Rocío Guirao Díaz | Éxitos argentinos           | «Beso a beso», La Mona Jiménez                     |  |  |  |  | 0 |
| Martes 15/12 | Silvina Escudero  | Oro del Pop                 | «Can't Get You Out of My Head», Kylie Minogue      |  |  |  |  | 0 |
| Martes 15/12 | Rocío Guirao Díaz | Oro del Pop                 | «Dirrty», Christina Aguilera                       |  |  |  |  | 1 |

| Silvina Escudero  | 2 | 50.32% (4) | 6 |
| Rocío Guirao Díaz | 2 | 49.68% (0) | 2 |

: El punto es para esa pareja.

: El punto no es para esa pareja.

Resultado
- Finalista: Silvina Escudero[20]
- Semifinalista: Rocío Guirao Díaz

### Final:Música Caribeña/Musical/Doble caño/Reguetón
| Jueves 17/12 | Silvina Escudero | Música Caribeña | «Esa chica tienen swing», Banda XXI                            |  |  |  |  | 0 |
| Jueves 17/12 | Jorge Ibáñez     | Música Caribeña | «A parte de ti, tu boca», Rubén Rada                           |  |  |  |  | 1 |
| Jueves 17/12 | Silvina Escudero | Musical         | «Ciega, sordomuda», Shakira                                    |  |  |  |  | 0 |
| Jueves 17/12 | Ricardo Fort     | Musical         | «The Phantom of the Opera», Sarah Brightman & Michael Crawford |  |  |  |  | 1 |
| Jueves 17/12 | Silvina Escudero | Doble caño      | «Girls, Girls, Girls», Mötley Crüe                             |  |  |  |  | 1 |
| Jueves 17/12 | Jorge Ibáñez     | Doble caño      | «Back in Black», AC/DC                                         |  |  |  |  | 0 |
| Jueves 17/12 | Silvina Escudero | Reguetón        | «Baila morena», Héctor & Tito                                  |  |  |  |  | 1 |
| Jueves 17/12 | Jorge Ibáñez     | Reguetón        | «Ella me levantó», Daddy Yankee                                |  |  |  |  | 0 |

| Silvina Escudero | 2 | 56.43% (4) | 6 |
| Ricardo Fort     | 2 | 43.57% (0) | 2 |

1. 1 2 3  En reemplazo de Ricardo Fort.

: El punto es para esa pareja.

: El punto no es para esa pareja.

Resultado
- Campeona: Silvina Escudero[21]
- Subcampeón: Ricardo Fort